# براندون فريك
براندون فريك (بالإنجليزية: Brandon Fricke)‏ هو لاعب كرة قدم أمريكي، ولد في 22 مارس 1992 في غرايمز في الولايات المتحدة. لعب مع تشارلوت إندبنتنس.

## وصلات خارجية
- براندون فريك على موقع قاعدة بيانات كرة القدم.إي يو (الإنجليزية)
- براندون فريك على موقع Soccerway.com (الإنجليزية)